# Albinismus
Albinismus je barevná odchylka živých organismů, způsobená poruchou tvorby barviva melaninu.

## Příčiny
Podstatou albinismu je vrozená porucha tvorby nebo přenosu melaninu, typ poruchy je závislý na konkrétní genetické variantě (K roku 2023 známe 20 genů zodpovědných za albinismus). Což se projevuje na zbarvení částí těla, za něž je melanin zodpovědný. Charakteristická je bezbarvá kůže a červeně zbarvené oči (zbarvení způsobuje prosvítající krev v kapilárách). Absence pigmentu v očích způsobuje světloplachost a problémy s viděním způsobené hypoplázií makuly a nystagmem. Albinotičtí jedinci se tak stávají snadnou kořistí predátorů nebo zahynou při srážce s jinými objekty. Kromě problémů se zrakem a kůží se u lidí vyskytují syndromatické formy albinismu, které mají progresivní formu a způsobují poruchy srážlivosti krve, problémy s trávením, ledvinami, plicní fibrózu nebo imunitní deficit. 

## Nepřesnost používání termínu

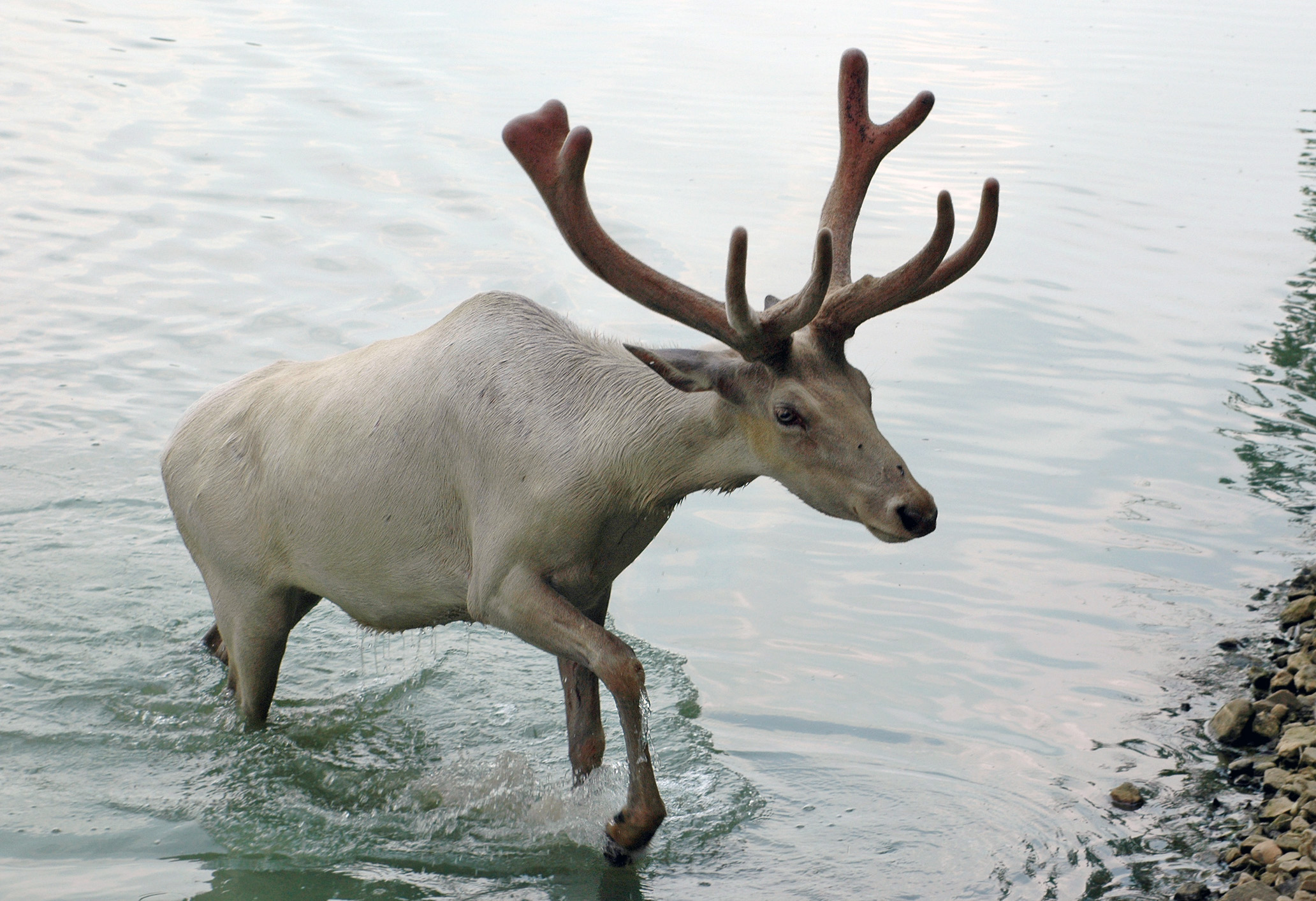
Leucistický (ne albinotický) sob polární

Termín „albinismus“ bývá často používán nepřesně kvůli nepochopení jeho podstaty. Albinismus je poruchou tvorby melaninu – neovlivňuje tedy tvorbu jiných pigmentů, např. karotenů. Albinotičtí jedinci tedy nemusí být nezbytně bílí, části těla obarvené jinými pigmenty si zachovávají původní barvu. Často je rovněž používán termín částečný albín, většinou při popisu jedinců s poruchou distribuce melaninu, u nichž jsou části těla bílé a části normálně zbarvené. Z definice albinismu vyplývá, že nic jako „částečný albinismus“ existovat nemůže – při poruše tvorby melaninu žádný melanin nevzniká. Rovněž ne všechna celkově bílá zvířata jsou albíny – pokud nemají červené oči a světlou (růžovou) kůži. V obou těchto případech se jedná o jinou barevnou odchylku – leucismus.

## Albinismus u člověka
Charakteristickými znaky lidí s albinismem je světlá kůže, vlasy a světlé zabarvení duhovky, v některých případech až s narůžovělým nádechem (zbarvení způsobuje prosvítající krev v kapilárách). Zbarvení ale může variovat od úplné ztráty až po téměř normální pigmentaci ve srovnání s rodinnými příslušníky.  U lehčích forem albinismu je dokonce možné mírné opálení kůže. 
K roku 2023 známe celkem 20 genů, které albinismus způsobují. Podle jejich typu rozlišujeme různé druhy albinismu na celkový neboli okulokutánní (OCA1–8), oční (OA1) a syndromatické (LYS, HPS1–11).  
V našich zeměpisných podmínkách je největší problém u albinismu zraková vada, která je způsobená hypoplázií makuly, tedy místa nejostřejšího vidění na sítnici, světloplachostí, způsobenou nedostatkem pigmentu v oku a nystagmem. Zraková ostrost je u lidí s albinismem velmi variabilní a pohybuje se nejčastěji mezích slabozrakosti, není korigovatelná brýlemi.

## Pacientské organizace
Asociace Albína, založena 2023, je členem The Global Albinism Alliance